# 巣尚之
巣尚之（そう しょうし、生没年不詳）は、南朝宋の官僚。本貫は魯郡。

## 経歴
元嘉年間、始興王劉濬の下で侍読をつとめた。孝建元年（454年）、東海国侍郎に任じられ、中書通事舎人を兼ねた。孝武帝は官僚人事の選任異動や賞罰の処分を巣尚之と戴法興に委ねた。
前廃帝のとき、巣尚之は新安王劉子鸞の下で撫軍中兵参軍・淮陵郡太守をつとめた。舎人の任を解かれ、太守のまま撫軍諮議参軍に転じた。
泰始元年（465年）、中書通事舎人・南清河郡太守となった。泰始2年（466年）、太守のまま中書侍郎に転じた。まもなく前軍将軍の号を受け、東宮で太子に近侍した。晋安王劉子勛の乱が平定されると、巣尚之は邵陵県男に封じられたが、固辞して受けなかった。黄門侍郎に転じ、新安郡太守として出向し、病没した。

## 伝記資料
- 『宋書』巻94 列伝第54
- 『南史』巻77 列伝第67